# Municipio de Schneider
El municipio de Schneider (en inglés: Schneider Township) es un municipio ubicado en el condado de Buffalo en el estado estadounidense de Nebraska. En el año 2010 tenía una población de 147 habitantes y una densidad poblacional de 1,58 personas por km².

## Geografía
El municipio de Schneider se encuentra ubicado en las coordenadas 40°55′00″N 98°53′36″O / 40.91667, -98.89333. Según la Oficina del Censo de los Estados Unidos, el municipio tiene una superficie total de 92.76 km², de la cual 92,75 km² corresponden a tierra firme y (0 %) 0 km² es agua.

## Demografía
Según el censo de 2010, había 147 personas residiendo en el municipio de Schneider. La densidad de población era de 1,58 hab./km². De los 147 habitantes, el municipio de Schneider estaba compuesto por el 100 % blancos. Del total de la población el 0 % eran hispanos o latinos de cualquier raza.